# شانون لین
شانون لین (انگلیسی: Shannon Lynn؛ زادهٔ ۲۲ اکتبر ۱۹۸۵) بازیکن فوتبال اهل کانادا است.
از باشگاه‌هایی که در آن بازی کرده‌است می‌توان به باشگاه فوتبال زنان چلسی اشاره کرد.
وی همچنین در تیم ملی فوتبال زنان اسکاتلند بازی کرده‌است.